# Jubelfest-Marsch
Jubelfest-Marsch, op. 396, är en marsch av Johann Strauss den yngre. Den spelades första gången den 10 maj 1881 i Theater an der Wien i Wien.

## Historia
I mars 1880 fick Johann Strauss en beställning från staden Wien på festivalmusik för att fira bröllopet mellan den belgiske prinsessan Stephanie och kronprins Rudolf av Österrike den 10 maj 1881. Strauss satte genast igång med att komponera men när han hunnit ett gott stycke ändrade plötsligt uppdragsgivaren sina planer och bad Strauss att undvika alltför stora orkesterverk. De överlät till Strauss att själv bestämma verkens art och natur. Han bestämde då att acceptera en inbjudan från manskören Wiener Männergesang-Verein och skrev en vals för manskör och orkester med titeln Myrthenblüthen (op. 395). Utöver valsen slutfördes även en Jubelfest-Marsch som dirigerades av Strauss på själva bröllopsdagen den 10 maj vid en galaföreställning på Theater an der Wien. Stycket verkade som ett förspel för kvällens föreställning av Der Weihnachtstraum av Albert Vanloo och Eugène Leterrier. Trots att Richard Genée hade skrivit en text till marschen för manskör framfördes marschen orkestralt. Tre dagar senare framfördes marschen av brodern Eduard Strauss och Capelle Strauss i Volksgarten. Marschen var tillägnad kronprins Rudolf.
Äktenskapet mellan Rudolf och Stephanie blev mycket olyckligt och slutade 1889 med att Rudolf begick självmord tillsammans med sin älskarinna Mary Vetsera på slottet Mayerling (se Mayerlingdramat).

## Om marschen
Speltiden är ca 4 minuter och 49 sekunder plus minus några sekunder beroende på dirigentens musikaliska tolkning.

## Weblänkar
- Jubelfest-Marsch i Naxos-utgåvan.